# L. C. Greenwood
Pour les articles homonymes, voir Greenwood.
(en) Statistiques sur pro-football-reference
L. C. Henderson Greenwood, né le 8 septembre 1946 à Canton et mort le 29 septembre 2013 à Pittsburgh, est un joueur américain de football américain.
Ce defensive end a joué pour les Steelers de Pittsburgh (1969-1974, 1975-1981) en National Football League (NFL).